# Felicità raggiunta
Felicità raggiunta è una poesia di Eugenio Montale facente parte della raccolta Ossi di seppia.

## Metrica
Il componimento è suddiviso in due strofe da cinque versi ciascuna con rime ABCAB DEDED. Il ritmo è endecasillabo. Al verso 2 vi è un settenario e al verso 6 un novenario.

## Analisi del componimento
Segue la linea del componimento precedente (Gloria del disteso mezzogiorno). In questa poesia, la felicità viene assaporata, provocando la paura nell'io lirico di perderla. Per questo motivo si tratta di un'emozione instabile, avente un'essenza effimera. La felicità viene percepita dall'io lirico come dolorosa, riprendendo due immagini sensoriali:
- un barlume di luce che sta per spegnersi (vista)
- il ghiaccio che sta per rompersi (tatto).

Quindi, è come se Montale volesse trasmettere un avvertimento al lettore: qualora venisse raggiunta la felicità, al minimo tocco, si può rischiare di perderla. 
Nella seconda strofa Montale dà alla felicità del tu e attinge a uno dei temi principali degli Ossi di seppia: l'ora che evoca la bellezza fugace del mattino.
Alludendo a un'immagine animale (i nidi delle cimase), l'autore spiega come questo sentimento possa rinfrescare e illuminare anche gli animi più bui. La felicità non esonera, però, dai dolori più profondi, come quello di un bambino che perde il pallone mentre gioca. L'ultima rima tra case e cimase indica il sottile legame che vi è tra il tetto e il resto della casa stessa, ovvero il vincolo labile tra l'acquisizione e la perdita della felicità.